# Kinosuke Ebihara
Pour les articles homonymes, voir Ebihara.
Kinosuke Ebihara, né à Kagoshima le 13 septembre 1904 et mort à Paris 16e le 19 septembre 1970, est un peintre japonais.

## Biographie
Élève de Tsugouharu Foujita, il expose au Salon d'automne de 1928 dont il est membre la toile Hiver. Il prend part aussi au Salon des indépendants. 